# ザーネン

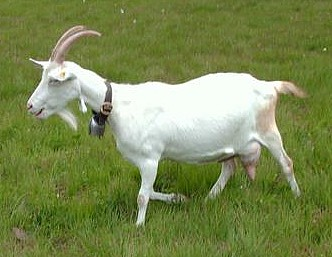
エングシュトリゲンアップの雌ヤギ

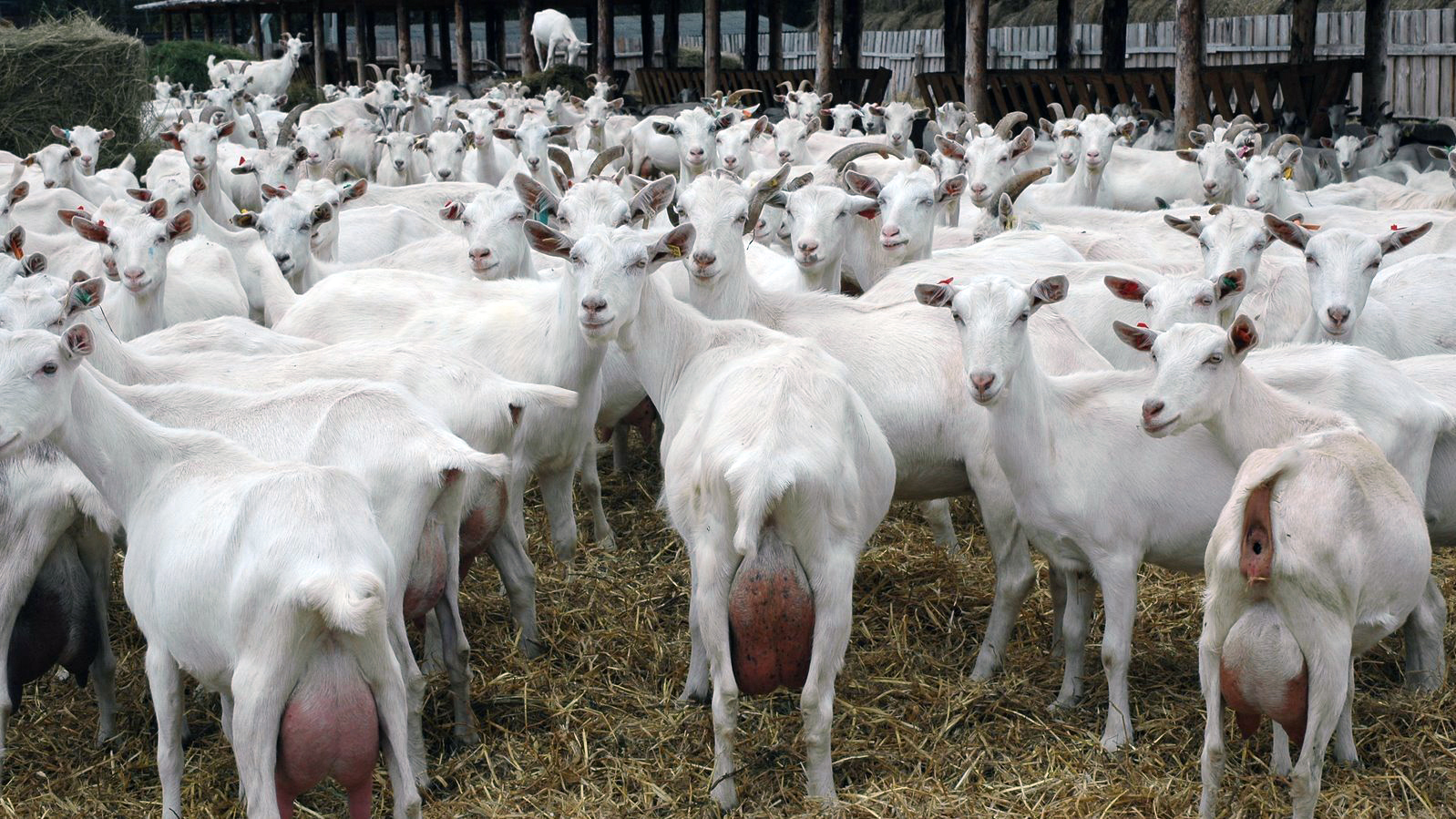
マリ・エル共和国のセルヌルで商業的に生産されるザーネンの群れ。角のあるものもないものもいる。

ザーネン(Saanen)は、スイスで育成した家畜ヤギである。ベルン州ベルナー・オーバーラントのザーネンタールに因んで名づけられた。非常に生産性の高い乳用ヤギで、世界の80カ国以上に分布している。

## 歴史
ザーネンは、ザーネンの歴史的地区及びその近隣のシンメンタールが発祥で、どちらもスイス西部にあるベルン州の南部に位置するベルナー・オーバーラント内にある。生産性が非常に高いため、19世紀には、世界中の多くの国に輸出された。
80か国以上で飼育されていると報告されており、合計で90万頭以上といわれる。これらのうち、約14000頭がスイスにいる:404。

## 特徴
ザーネンは、スイスのヤギでは最大であり:404、オスの体高は約90cm、体重は小さいものでも85kgある。白い皮膚に短く白い毛が生えており、小さな色のついた模様があることもある。角はあることもないこともあり、肉垂はある。耳は直列していて、上前面を向いている:404。

## 利用
ザーネンはスイスで最も乳の生産量が多いヤギであり:404、世界でも最も乳の生産量が多いヤギである:345。授乳期間の264日間で、平均838kgの乳を生産する:404。乳は最低で3.2%の脂質、2.7%のタンパク質を含む。
粗放栽培には向かず、集約農業で育てられる。皮膚の色が薄いため、強い日光には耐えられない:404。
その生産性のため、世界中に輸出されており、しばしば地元のヤギと交雑し、亜品種を作っている。これらの地域の変種の中には、ルーマニアのBanat White、British Saanen、French Saanen、Israeli Saanen、Russian White、ドイツのWeise Deutsche Edelziege、Yugoslav Saanen等がある:404。
黒い変種であるSable Saanenは、1980年代にニュージーランドで育成された:398。